# Giuseppe Forlenza
Giuseppe Nicolò Leonardo Biagio Forlenza, noto all'estero come Joseph-Nicolas-Blaise Forlenze (Picerno, 3 febbraio 1757 – Parigi, 22 luglio 1833), è stato un chirurgo e oculista italiano.
Considerato uno dei più grandi oculisti tra il XVIII e il XIX secolo, diede un grande contributo al progresso dell'oftalmologia. Divenne celebre in Francia nell'era rivoluzionaria e napoleonica, in particolare per le sue operazioni di cataratta.

## Biografia
Nato da Felice e Vita Pagano, proveniva da una famiglia di medici: suo padre e i suoi zii Sebastiano e Giuseppe erano barbieri-chirurghi e flebotomisti di fiducia dei baroni Capece Minutolo di Ruoti. Venne mandato a frequentare il catechismo a Ruoti, in una scuola fondata dalla nobile famiglia e qui conobbe il principe Ferdinando Capece Minutolo, il quale rimase sorpreso dall'interesse del giovane per gli studi.
Qualche anno dopo, a causa di problemi economici familiari, il principe gli assegnò un vitalizio per poter continuare gli studi a Napoli, frequentando corsi di chirurgia e, una volta terminati, fece viaggi d'istruzione in Sicilia, Malta e alcune isole della Grecia. Successivamente, Forlenza emigrò in Francia, divenendo allievo di Pierre Joseph Desault. Soggiornò due anni in Inghilterra, maturando esperienze presso il St. George's Hospital di Londra, diretto da John Hunter, e viaggiò anche nei Paesi Bassi e Germania. Di ritorno in Francia, fu proprio Desault a sollecitarlo nella specializzazione in oculistica e, ben presto, Forlenza intraprese una brillante carriera.
Importanti furono soprattutto le sue osservazioni sui ciechi nati, sulla pupilla artificiale e sulle cataratte. Nel 1797, praticò un intervento oculistico presso una casa di riposo di Parigi, davanti a una commissione nominata dall'Istituto e alcuni membri del governo, oltre alla presenza di studiosi francesi e stranieri. Nel 1798, ricevette l'incarico di chirurgo-oculista presso l'Hôtel des Invalides e l'Hôtel-Dieu di Parigi, curando i soldati napoleonici che avevano contratto malattie agli occhi durante la Campagna d'Egitto. Nel 1801, chiese e ottenne il permesso del Ministero degli Interni francese di poter girare i vari ospedali della repubblica, operando per tutte le malattie della vista.
Inoltre insegnò prevenzione e cura delle patologie oftalmiche agli "Ufficiali di Salute", membri delle commissioni ospedaliere autorizzati alla professione medica senza aver conseguito un titolo accademico. Nel 1806, con decreto del Segretario di Stato, Forlenza venne nominato chirurgo oculista dei licei, delle scuole secondarie, degli ospizi civili e di tutti gli stabilimenti di beneficenza dei dipartimenti dell'impero francese.
Tra i suoi pazienti, vi furono personalità di spicco come il giurista Jean-Étienne-Marie Portalis, ministro dei culti francese, e il poeta  Lebrun Pindare che, in segno di riconoscenza, gli dedicò alcuni versi nell'ode intitolata Les conquêtes de l'homme sur la nature. La sua attività medica si estese oltre i confini francesi, recandosi in Inghilterra e nella natia Italia, effettuando, gratuitamente, interventi chirurgici in diverse città come Torino, in cui curò alcuni non vedenti della "Casa dell'ergastolo", e Roma, ove operò il cardinale Giuseppe Maria Doria Pamphilj, e fu onorato pubblicamente da Carolina di Borbone, duchessa di Berry.
La sua Considérations sur l'opération de la pupille artificielle, pubblicata nel 1805, è considerata una delle opere fisiologiche più importanti del tempo. Dopo una lunga e onorata carriera, Forlenza morì la sera del 22 luglio 1833, colto da un ictus mentre si trovava al "Cafè de Foy" di Parigi, un locale che frequentava spesso.

## Opere
- Considérations sur l'opération de la pupille artificielle (1805)
- Notice sur le développement de la lumière et des sensations dans les aveugles-nés, à la suite de l'opération de la cataracte (1817)[3]